# Stanisław Kucharski
Stanisław Kucharski (ur. 30 stycznia 1932 w Gniewoszowie, zm. 27 kwietnia 2019 w Wałbrzychu) – polski lekarz i polityk, senator III kadencji.

## Życiorys
Ukończył studia na Wydziale Lekarskim Akademii Medycznej w Łodzi. Specjalizował się w zakresie pediatrii oraz organizacji i ochrony zdrowia. W latach 1973–1977 pełnił funkcję kierownika Powiatowego Wydziału Zdrowia i dyrektora Zespołu Opieki Zdrowotnej w Świdnicy. Następnie do 1982 był dyrektorem Wojewódzkiego Szpitala Zespolonego w Wałbrzychu. Od 1983 do 1990 pracował jako dyrektor ZOZ w Świebodzicach. W 1990 został kierownikiem przychodni specjalistycznej w Wałbrzychu. Zaangażował się w działalność Polskiego Czerwonego Krzyża (wchodził w skład zarządu głównego PCK) oraz Związku Zawodowego Pracowników Ochrony Zdrowia.
Należał do Socjaldemokracji Rzeczypospolitej Polskiej. W latach 1993–1997 był senatorem z województwa wałbrzyskiego z ramienia Sojuszu Lewicy Demokratycznej. Był wiceprzewodniczącym Komisji Spraw Zagranicznych i Międzynarodowych Stosunków Gospodarczych oraz członkiem Komisji Polityki Społecznej i Zdrowia.
Z listy SLD bez powodzenia kandydował do Sejmu w 1997, a w wyborach samorządowych w kolejnym roku uzyskał mandat radnego powiatu świdnickiego. W 2005 bezskutecznie kandydował do Senatu z ramienia Samoobrony RP, której był członkiem. Później ponownie związany z Sojuszem Lewicy Demokratycznej, w tym jako kandydat do rady powiatu w 2010.
Pochowany na cmentarzu komunalnym w Szczawnie-Zdroju.

## Odznaczenia
- Krzyż Oficerski Orderu Odrodzenia Polski (za wybitne zasługi w działalności publicznej, za osiągnięcia w pracy zawodowej i społecznej, 1997)[8].